# Версько
Ве́рсько (болг. Верско) — село в Кирджалійській області Болгарії. Входить до складу общини Черноочене.

## Населення
За даними перепису населення 2011 року у селі проживали 46 осіб, з них 45 осіб (97,8%) — турки.
Розподіл населення за віком у 2011 році:
Динаміка населення: